# La sposa di Abido
La sposa di Abido (The Bride of Abydos) è una delle novelle in versi scritte da Lord Byron e pubblicate nel 1813. Il poemetto è uno dei cosiddetti "racconti turchi" che consolidarono la reputazione di Byron all'inizio della sua carriera letteraria.

## Trama

### Canto I
In Turchia il pascià Giaffir rimprova il figlio Selim, innamorato della sorellastra Zuleika, che ha osato chiedere al padre la chiave dell'harem. La bellissima Zuleika ha ricevuto l'ordine di non sposare Selim, di cui è perdutamente innamorata. Il giovane tuttavia non ha alcuna intenzione di obbedire al padre e giura vendetta; Zuleika nota un cambiamento in Selim, che si è fatto più serio e introverso, ma il principe la tranquillizza promottendole che troverà un modo per avere la chiave dell'harem.

### Canto II
In una grotta in cui vanno per amoreggiare, Selim, travestito da pirata, svela a Zuleika di non essere il suo fratellastro, dato che Giaffir aveva ucciso Abdallah, il suo vero padre. È stato uno dei servi di palazzo, Haround, a svelare la verità a Selim, che è diventato un pirata per compiere la sua vendetta. Il piano non va come previsto e Giaffir uccide Selim, che muore sulla spiaggia tra le braccia di Zuleika, che muore di crepacuore poco dopo, costringendo il pascià a trascorrere i suoi ultimi giorni in solitudine.

## Pubblicazione
Il ventiseienne Byron fece pubblicare il poemetto il 2 dicembre 1813. Byron rivelò a un amico che il racconto in versi era un mero espediente commerciale e nel suo diario scrisse, in data 16 novembre 1813, di aver composto La sposa di Abido "stans pede in uno" (Orazio, Satire, II. 10). In realtà, Byron rimaneggiò il testo in numerose occasioni, anche se i diversi manoscritti rivelano pochissime modifiche tra una versione e l'altra. In seguito il poeta espresse il desiderio di modificare il colpo di scena del secondo canto per far sì che Selim e Zuleika fossero veramente fratellastri (come lo stesso Byron e Augusta Leigh), ma non apportò mai tali modifiche.